# まきいづみ
まき いづみは、日本の女性声優。アダルトゲームに声をあてている。

## 人物・経歴
芸名は占い師に決めてもらったもので、由来や「なぜ“いずみ”ではなく“いづみ”なのか」といった点については本人もわからないという。
ほんわりとした感じの役を演じることが多いが、演技の幅は広く仕事のジャンルも多岐に亘る。特徴的な声質や口調から醸し出される独特の雰囲気が「（まきいづみ）時空」と称されることがある。一色ヒカル・茶谷やすら・本条真琴・民安ともえ・緒田マリ等から「（いづみ）おねえちゃん」と呼ばれている。
全般に運が強く、これまで競馬や数々の懸賞などを当てた経験がある。『金田まひる・倉田まりやのGalge.comラジオ』で2008年大新年会スペシャル回にゲスト出演した際も、黒ひげ危機一髪ゲームを一発で当てるなど強運を発揮した。
公式サイトやブログで使われている自身の肖像は成瀬未亜に描いてもらったイラストを使用している。

## 出演
太字はメインキャラクター。

### アダルトアニメ
- フーリガン（2001年、天羽悠紀）
- ANGEL・CORE〜天使たちの住処〜（2003年、サラサ）
- 魔界天使ジブリール（2004年、音無芽衣美 / ミスティメイ）
- 放課後 〜濡れた制服〜（2005年、藤原静音）
- 双子ノ母性本能（2005年、巴）
- びんかんアスリート（八木沼奈緒）
- めがちゅ!（黒崎なつき[4]）

### 一般向アニメ
- はるのあしおと The Movie 桜鈴奪還（2006年、楓ゆづき）

### 一般向ゲーム
- つよきす 〜Mighty Heart〜（2006年、大江山祈、西崎紀子）
- つよきす2学期 -Swift Love-（2009年、大江山祈）
- つよきす2学期 -Portable-（2010年、大江山祈）
- つよきす3学期 -Portable-（2012年、大江山祈）
- 天使憑きの少女（相葉澄香、2012年）
- D.C.III R 〜ダ・カーポIII アール〜（花咲 茜、2013年）
- LOVELY×CATION 1&2（2015年、月岡三朝）
- 果つることなき未来ヨリ（エレノア・ザッハ、2015年）[5]
- 時計仕掛けのレイライン -陽炎に彷徨う魔女-（春日真由美、2017年）
- シャイニー・シスターズ〜女装主人公アイドルプロジェクト〜（月丘晶子[6]）

### アダルトゲーム

#### 2000年
- ALL ONE'S LIFE（浜岡 凪砂）
- 檻の中のわたし（嵩邑 ナオ）
- Fifth -TWIN-（リナ、羊娘）

#### 2001年
- 純愛GirL（中沢 あい）
- にゃんてシャトン（渡瀬 佳乃）
- ぴヨナ＝ピコナ（ベル、うさぎ）
- フーリガン（天羽 悠紀）
- プライムガール（七瀬 霧子、ヒトミ）
- RUNE FAN BOX ベルせんせいのトゥルトゥルBOX（ベル、日和）

#### 2002年
- いたずら姫（菊川 紗理亜）
- いつか、どこかで 〜あの雨音の記憶〜（守泰 千早）
- Wish 〜終わりゆく世界で〜（千砂）
- （C）えっちのこばこ（嵩邑 ナオ、中沢 あい）
- えっちのこばこ（R）（リナ、羊娘）
- さよらなエトランジュ（楠瀬 杏、シャチョー）
- しっぽのきもち（音々）
- 戦国if（DVD版）（愛乃、えみる）
- TALK to TALK（白倉 素直）
- にゃんにゃこにゃん（マァウ）
- ねこねこファンディスク（美津濃）
- BALDR FORCE（水坂 憐）
- PIANOSTRAIN（ティア＝ナルア）
- ANGEL・CORE（サラサ）

#### 2003年
- 朱 -Aka- （ファウ）
- インビジブル 〜透明人間になる薬。（大森 佳代）
- 私立アキハバラ学園（神凪 文）
- てのひらを、たいように（夏森 永久）
- はぁとdeルームメイト（桂木 朋絵）
- FOLKLORE JAM（マナ、サヤ）
- 待宵草〜まつよいぐさ〜（千木 はつみ）
- 真夏の扉 〜君と綴る物語〜（真由子）

#### 2004年
- 風の継承者（西條 早紀）
- ガッデーム&ジュテーム（田中・軍人少女 他）
- 今宵も召しませAlicetale おかわり（ハルモニ）
- シンシア 〜Sincerely to You〜（シンシア・キュリオ）
- Soul Link（稲月 ななみ）
- そらうた（夕凪 澪）
- DINGIR（マール）
- ときどきパクッちゃお!（阿川 要）
- はるのあしおと（楓 ゆづき）
- Peace@Pieces（秋月 凪）
- 双子ノ母性本能（楠木 巴）
- 麻雀（ファウ、石和 多恵、山田さん@スカーレット）
- 魔界天使ジブリール（音無 芽衣美/ミスティメイ）
- ままらぶ（藤枝 涼子）
- メイドさんしぃしー（白糸 みずき）
- Like Life（碓井 祥子、高坂 浄、篝）
- ラムネ（石和 多恵）

#### 2005年
- 青の獣愛（芦原 果澄）
- As you like（今井 華奈）
- 姉汁 〜白川三姉妹におまかせ〜（白川 杏子）
- _summer（波多野 小奈美）
- いただきじゃんがりあんR（白井 セーラ）
- AM2:00〜猫と月夜のブランコ〜（ジャスミン）
- 仰せのままに★ご主人様!（桜井 野乃花）
- ONE☆BOKU（小峯 秋菜）
- 神様のいうとおりッ くじびきAI-BIKIスクランブル（鐘宮先生、周防 栞）
- きると（シア）
- サナララ（矢神 由梨子）
- 思春期（神岐 美琴）
- シス×みこ（此花 美咲）
- しょうよん!（鈴木 秋香）※同人作品
- 塵骸魔京（ディディー）
- すくみず2 〜泳・げ・な・い〜（人見 世弥）
- せんせいがおしえてあげる 桜待坂Stories vol.2（ディードリッヒ＝D＝ディヴァンソン）
- つよきす（大江山 祈、西崎 紀子）
- でいじーちぇーん 〜TERMINATOR GIRL〜（イブリース）
- なつ☆なつ（エリザベート・セス）
- 夏音-Ring-（瑞梨 紗絵）
- はじめてのおてつだい（宮前 ひとは）
- ひめしょ!（サキサカ サキ）
- 魔界天使ジブリール -episode2-（音無 芽衣美・ミスティメイ）
- MOON CHILDe（越 真冬、リンネ）
- 屋根づたいの君へ（蓮見 依乃里）
- ゆりね〜おねえさまがおしえてくれた〜（鷹森 奈月）
- 揺れるバスガイド 〜おっぱいがいっぱい〜（長峰 のどか）
- -輪奸病棟- 「やめて…先生、診ないで!」（平瀬 美冬）
- わんもあ@ぴぃしぃず（秋月 凪）

#### 2006年
- 委員長は承認せず!（診撚 縁）
- ef - the first tale.（新藤 千尋）
- さくらのさくころ（楓 ゆづき）
- お帰りなさいませ☆ご主人様♪（花椰 秋葉）
- キミの声がきこえる（久我島 美玲）
- 今夜のオカズはレンジdeまりね（ワルモニ）
- CCホスピタル（清瀬 緋奈）
- 終末少女幻想アリスマチック（中条 白衣、仁保 逸美）
- しょうよん!コドモ☆ちゃれんじ（鈴木 秋香）[7]
- SilveryWhite 〜君と出逢った理由〜（高村 牧歩）
- Scarlett（葉山 美月）
- D.C.II 〜ダ・カーポII〜（花咲 茜）
- 天使憑きの少女（相葉 澄香）
- 夏色公園 〜電波塔の下で愛を語る〜（叶野 琴音）
- なみだ橋をわたって（育）
- はちゅかの（鮎並 万里奈）
- 春恋*乙女 〜乙女の園でごきげんよう。〜（新城 冬子）
- 春萌 〜はるもい〜（藤川 りるけ）
- ひだまり（大宗路 沙希）
- ふぁみ!〜今日のメニューはレッスンC〜（佐藤 みるく）
- 姫さま凛々しく!（シャンレナ）
- ボーイミーツガール（ジャネット先生）
- まじかるティーチャー 先生は魔女?（春日井 遥）
- みこ×もの（叢雨 あゆ）
- みにきす 〜つよきすファンディスク〜（大江山 祈、西崎 紀子）
- もしも明日が晴れならば（千早）
- めがちゅ!（黒崎 なつき、悪魔クロト）
- 代々木人妻専門学院（桜 今日子）
- らぐな☆彡サイエンス（姫ノ原 雫）
- Laughter Land（リーシャ/リース）
- ルナそら （ルナ）
- レイプレイ（桐生 愛花）

#### 2007年
- 青空がっこのせんせい君。（六花）
- 桃華月憚（上遠野 梨恵、謎の占い師）
- Aster（柚月 沙耶）
- アメサラサ 〜雨と、不思議な君に、恋をする〜（円町 霧）
- おまかせ!とらぶる天使 体験版（鈍川 むつみ）※発売中止
- いろは〜秋の夕日に影ふみを〜（紗雪）
- おいしい魔法のとなえかた。（ミイナ・レモングラス）
- 片恋いの月（浅間、榊 彼方）
- カタハネ（マリオン・キュリー、赤の使節団・団長）
- 恋姫†無双 〜ドキッ☆乙女だらけの三国志演義〜（陸遜）
- STEP×STEADY（岬 春那）
- 世界でいちばんNGな恋（陽坂 穂香）
- D.C.II Spring Celebration 〜ダ・カーポII〜 スプリング セレブレイション（花咲 茜）
- つくとり(杳[8])
- ツナガル★バングル（望月 真穂）
- とらぶるサッキュバス「ダーリン、今夜もいっぱ〜いえっちしちゃお」（フローラ＝ミナ）
- ドラクリウス（ゼノ・ジェイルバーン）
- ナツメグ（小早川 円）
- 任侠華乙女（永明寺 冬真）[9]
- HoneyComing（雷堂 苺、多賀谷 護）
- Purely 〜その狭い青空を見上げて〜（雫色 つむぎ）
- ピリオド（沢渡 琴）
- FairChild -フェアチャイルド-（羽住 美琴）
- みらくるのーとん只今増量中!!（ノノ）
- レコンキスタ（羽鳥 真帆子）
- 妻ようじ〜ボクは人妻管理人〜（森 瑞枝）

#### 2008年
- あいれぼ 〜IDOL☆REVOLUTION〜（芹沢 彩乃）
- WIZARD GIRL AMBITIOUS（神出 おんぷ）
- エターナル・キングダム〜滅びの魔女と伝説の剣〜（ユミル）
- Hカップ生意気家庭教師〜乳フェチ・パイズリ編〜（麻生 百合亜）
- ef - the latter tale.（新藤 千尋）
- Garden（春日 桜子、春日 撫子）
- かみぱに!（道満寺 ヒカル）
- キスよりさきに恋よりはやく（入間 美万里）
- 鋼炎のソレイユ CHAOS REGION（ぷらら）
- さかしき人にみるこころ（純 紀子）
- 真・恋姫†無双 〜乙女繚乱☆三国志演義〜（陸遜）
- G・H・Iカップ淫乳三姉妹〜乳フェチ・巨乳ハーレム編〜（麻生 百合亜）
- 少女魔法学リトルウィッチロマネスク editio perfecta（エルモア）
- D.C.II 〜ダ・カーポII〜 音姫編 DVD PlayersGame（花咲 茜）
- D.C.II 〜ダ・カーポII〜 ななか編 DVD PlayersGame（花咲 茜）
- D.C.II 〜ダ・カーポII〜 小恋編 DVD PlayersGame（花咲 茜）
- D.C.II P.C. 〜ダ・カーポII〜 プラスコミュニーション（花咲 茜）
- 月と魔法と太陽と（日枝 法子）
- 妻ようじ2〜ボクは人妻添乗員〜（水梨 はつみ）
- つよきす2学期（大江山 祈）
- とっぱら〜ざしきわらしのはなし〜（白沢 佐久夜、鈴）
- ピリオド -SWEET DROPS-（沢渡 琴）
- プリマ☆ステラ（高鷲 雅）
- ほしうた（雨宮 百合香）
- MARIA 〜天使のキスと悪魔の花嫁〜（フローネ）
- リトルバスターズ! エクスタシー（神北 小毬）
- 私は私のまま、誰にでも変われる（桃山 まり）
- ワンダリング・リペア!（アミリアス）
- AliveZ（竹河いばら）
- 魔界天使ジブリール -episode3-（音無 芽衣美/ミスティメイ）
- 要!エプロン着用（角森 夜々子） [10]

#### 2009年
- 輝光翼戦記 天空のユミナ（緋ノ宮 灯）
- さくらさくら（桜 菜々子）
- スズノネセブン!（代官山 桃子）
- マジスキ 〜Marginal Skip〜（左京 みやこ、こきりこのママ）
- ももえろ濃霧注意報!（紅葉台 紗希）
- Tiara（シルキー・クライツァ）
- 花と乙女に祝福を（月丘 彰、月丘 晶子）
- 真剣で私に恋しなさい!（板垣 辰子）
- どんちゃんがきゅ〜（純 紀子）
- マジカルウィッチコンチェルト（ヘルガ・ヘッセ）
- ヴァルキリーコンプレックス（アラータ・オラトリオ）
- Primary 〜Magical★Trouble★Scramble〜（六桜 日奈々）
- D.C.II To You 〜ダ・カーポII〜 トゥーユー（花咲 茜）
- さくらテイル（美和 文月）
- 姫様ご命令を!（ニーナ・セフィリアス・レ・ファルマール）
- おねだりオナペット（フィリス）
- 仏蘭西少女〜Une fille blanche〜（少女）
- だめがね（妻鹿 透子）
- D.C.II 〜ダ・カーポII〜 由夢編 DVD PlayersGame（花咲 茜）
- D.C.II Fall in Love 〜ダ・カーポII〜 フォーリンラブ（花咲 茜）
- @HoneyComing RoyalSweet（雷堂 苺）
- らぶでれーしょん!（小日向 ひなの）
- 空を飛ぶ、7つ目の魔法（姫野王寺　花蓮）
- 絶対★魔王 〜ボクの胸キュン学園サーガ〜（ディーネ・アジャーニ）
- スズノネセブン! Sweet Lovers' Concerto（代官山 桃子）
- 装甲悪鬼村正（2009年 - 2010年、来栖野 小夏）- 2作品[一覧 1]
- ひだまりバスケット（木崎 遥）

#### 2010年
- 花と乙女に祝福を ロイヤルブーケ（月丘 彰、月丘 晶子）
- あまつみそらに!（吉野川 姫）
- 乙女恋心プリスター（クレセント・キネス、ミトラ、シュメール・アマギ）
- 乙女恋心プリスターFANDISC〜もっとHに恋せよ乙女!〜（クレセント・キネス、ミトラ、シュメール・アマギ）
- 夏に奏でる僕らの詩（姫宮 ほのか）
- VESTIGE -刃に残るは君の面影-（三原 静）
- さくらビットマップ（泉道 希美子）
- なないろ航路（ジョージ・ベイカー）
- さくらのしっぽ 〜さくらテイルファンディスク〜（美和 文月）
- 魔界天使ジブリール4（メイメイ）
- あかときっ!-夢こそまされ恋の魔砲-（ククリク）
- あるぴじ学園（あかり、魔王）[11]
- あるぴじ学園 1.5（あかり、魔王）
- ぐらタン（仁科 みのり）
- Elle:PrieR 〜しあわせの欠片をさがして〜（奈々・ラファール）[12]
- よついろ★パッショナート!（夏目節子）
- 超限勇希ムゲンフィニティ（國見 大樹）[13]
- 輝光翼戦記 天空のユミナFD -ForeverDreams-（緋ノ宮 灯）[14]
- Soul Link ULTIMATE（稲月 ななみ）
- 真・恋姫†無双 〜萌将伝〜（陸遜）

#### 2011年
- 輝光翼戦記 銀の刻のコロナ（月丘さん）[注 1]
- AQUA（柊木 なずな）
- カミカゼ☆エクスプローラー!（淡島 エリ）
- グリザイアの果実（橘 千鶴）
- 手毬花（さくら、園長）
- とらぶる@すぱいらる!（大城 涼雪）
- 初恋予報。（聖 小梅）
- Flyable CandyHeart（秋月 凪）
- つよきす3学期（大江山 祈）
- 大帝国（小澤 祀梨）
- A.G.II.D.C. 〜あるぴじ学園2.0 サーカス史上最大の危機!?〜（あかり、魔王）
- サクラの空と、君のコト -Sweet Petals For My Dear-（桜乃 佳奈多）
- 神採りアルケミーマイスター（狐伯蓮(コハクレン)）
- White 〜blanche comme la lune〜（カナン・プランダジネット）[15]
- あかときっ!!-花と舞わせよ恋の衣装-（ククリク）[16]
- シキガミ（藤原道長）
- LOVELY×CATION（月岡 三朝）
- ユユカナ -under the Starlight-（遊々月 あこ）
- 戦国天使ジブリール（メイメイ）[17]
- すきま桜とうその都会（ふわり）[18]
- どうして抱いてくれないのっ!? 〜女の子だってヤりたいの!〜（三島 瑠花）[19]
- Strawberry Nauts（上級生女子C）[20]
- あっぱれ!天下御免（飛鳥 鼎）[21]

#### 2012年
- グリザイアの迷宮（橘 千鶴）[22]
- 真剣で私に恋しなさい!S（板垣 辰子）[23]
- かみのゆ（百々 百）[24]
- 末期、少女病 -Lyrical pop World's end-（夕凪 鏡子）[25]
- ひよこストライク!（舞原 理々乃）[26]
- プリズマティックプリンセス☆ユニゾンスターズ（秋月 ナギ）[27]
- しあわせ家族部（芙瑠池 扇）[28]
- 初恋前線。（聖 小梅）
- 創刻のアテリアル（シェヒラ）[29]
- らぶらぼ（榛名 いぶき）[30]
- 時計仕掛けのレイライン -黄昏時の境界線-（春日 真由美）[31]
- 白コキ黒コキ 〜黒タイツに責められるがそれぐらいでは白ニーソをあきらめない俺〜（有坂 奈緒）[32]
- インモラル・リトル（本荘 乃々香）[33]
- Chuしてあげちゃう 〜押しかけお姉さんの性交恥療〜（陽之宮 優）[34]
- サナララR（矢神 由梨子）[35]
- 操心術∞（此ノ花 鏡子）[36]

#### 2013年
- 時計仕掛けのレイライン -残影の夜が明ける時-（春日 真由美、ぴぃちゃん）
- 真剣で私に恋しなさい!A-1（板垣 辰子）
- 真剣で私に恋しなさい!A-2（板垣 辰子）
- グリザイアの楽園（橘 千鶴）[37]
- さくらさくらFESTIVAL!（桜 菜々子）[38]
- プリズム◇リコレクション!（大島 ひかり）[39]
- 木洩れ陽のノスタルジーカ（島津 篝理）[40]
- D.C.III R 〜ダ・カーポIII アール〜X-rated（花咲 茜）
- 雛といっしょ（舞原 理々乃）
- つよきす3学期 -Full Edition-（大江山 祈）

#### 2014年
- サキガケ⇒ジェネレーション!（ナビ子）[41]
- 真剣で私に恋しなさい!A-3（板垣 辰子）
- 野球拳 Strip Battle Days（桂心）

#### 2015年
- 果つることなき未来ヨリ X-RATED（エレノア・ザッハ）[42]
- こころリスタ!（コナII）[43]
- すみれ（篠原 あかり、多恵）[44]
- 時計仕掛けのレイライン -朝霧に散る花-（春日 真由美）[45]
- 真・恋姫†英雄譚3 〜乙女艶乱☆三国志演義［呉］〜（陸遜）

#### 2016年
- 乙女が彩る恋のエッセンス（月丘 晶子）[46]

#### 2017年
- ラムネ2（ジャージ先輩）[47]
- みなとカーニバルFD（板垣 辰子）
- 面影レイルバック（吉岡 ルイディアーナ）
- D.C.III DreamDays 〜ダ・カーポIII〜 ドリームデイズ（花咲 茜）
- あかときっ2! -紡ぐマホウと零れるヒカリ-（ククリク）
- 真・恋姫†夢想-革命- 蒼天の覇王（陸遜）

#### 2018年
- ももいろクローゼット（羽島 なゆた）
- 真・恋姫†夢想-革命- 孫呉の血脈（陸遜）
- 乙女シリーズ 女装主人公ミニゲーム New Stage（月丘 晶子）

#### 2019年
- 乙女騎士♥いますぐ私を抱きしめて（月丘 彰、月丘 晶子）

#### 2022年
- 真・恋姫†英雄譚4 〜乙女耀乱☆三国志演義［呉］〜（陸遜[48]）

### ドラマCD
- ドラマCD ANGEL・CORE エンゼル・コア（2002年、サラサ）
- 私立アキハバラ学園 オリジナル・ドラマアルバム「おんなのこのヒミツ」（2003年、神凪文・ジャネット）
- Like Life an hour〜冬と祭と解けたリボン〜（2005年、碓井祥子）
- もしも明日が晴れならば（2006年、千早）
- MOON CHILDe ドラマCD＆オリジナルサウンドトラック アナザーエディション（2006年、越真冬）
- つよきす ドラマCD Vol.？（2006年、大江山 祈）
- ドラマCD 姫さま凛々しく!（2007年、シャンレナ）
- 放課後奴隷倶楽部（2008年、伊集院エリ）※漫画『LUST TRAIN』初回限定版付きドラマCD
- つよきす2学期 ドラマCD 竜鳴館のスポーツテスト（2008年、大江山 祈）
- 幽霊退治、承ります。（2009年）
- つよきす2学期 ドラマCD Vol.1 - 3（2009年、大江山 祈、西崎 紀子）
- 花と乙女に祝福を ドラマCD 緊急開催! ルピナス・貧乳サミット!（2009年、月丘彰・晶子）
- 花と乙女に祝福を ドラマCD 限界突破!? 志鶴さんの我慢デート（2009年、月丘彰・晶子）
- アルバトロス・シンデレラ！3、ファイナル（2010年 - 2011年）
- D.C.II 〜ダ・カーポII〜 雪月花の「ドキドキお見舞い大作戦」（花咲茜）
- まきいづみ すぺしゃるボイスCD Vol.1 - 5
- まきいづみのひゃくにんいっちゅ!
- まきいづみのこてんこてん落語
- まきいづみのこてんこてん落語2杯目♪〜ニホンゴって、おもちろい!!〜
- リラリラリラックスタイム Vol.1
- まきと茶谷のえんえんえんしゅーりちゅ!
- 催眠的な彼女6月号
- 夢見る貝 下巻（湊八葉）[49]

### ボイスCD
- お・や・す・み♥ LOVELY×CATION（2012年、月岡三朝[50]）

### ラジオ
※はインターネット配信。
- ゲスネラ（2006年4月 - 12月、※）
- アキハバラ発!ぷらてぃあ放送局（2007年 - 2008年、※）
- これから始まるラジオ(仮)（2007年、※）
- ピリオドらじお（2007年、音泉※）
- 脱力系ラジオ リラリラリラックスタイム（2008年 - 2009年、※）
- もげすて（2011年 - ？、※）

### ラジオCD
- アキハバラ発!ぷらてぃあ放送局 ラジオCD Vol.1 - 6（2007年 - 2008年）
- アキハバラ発!ぷらてぃあ放送局 コミックマーケット限定版 ティアラ社長のシステムボイスCD
- ラジオCD 金田まひる・倉田まりやのGalge.comラジオ Vol.5
- ラジオCD D.C.toEF ラジオ Vol.5
- ほめられてのびるらじおPP 夏に奏でる僕らの詩特別編
- ラジオ真・恋姫†無双〜乙女繚乱☆ラジオ演義〜 vol.01（第7回ゲスト、2009年）
- ラジオCD『略してっ!つよきすラジオ♪』Vol.4（第7回ゲスト、2010年9月24日）

## ディスコグラフィ

### キャラクターソング
| 発売日         | 商品名                                                       | 歌 | 楽曲                                              | 備考                                                          |
| -------------- | ------------------------------------------------------------ | --- | ------------------------------------------------- | ------------------------------------------------------------- |
| 2004年8月13日  | Solstice - an original sound track of "Feel coming spring"   | 楓ゆづき（まきいづみ）                                                                                                 | 「Engagement」                                    | PCゲーム『はるのあしおと』楓ゆづきエンディングテーマ          |
| 2005年2月25日  | はるのあしおと おりじなるそんぐあるばむ はるのうた           | 楓ゆづき（まきいづみ）                                                                                                 | 「Engagement -rearrange ver.-」 「こもれびDance」 | ゲーム『はるのあしおと』関連曲                                |
| 2005年2月25日  | はるのあしおと おりじなるそんぐあるばむ はるのうた           | 桜乃悠（鷹月さくら）、楓ゆづき（まきいづみ）、藤倉和（桜井美鈴）、篠宮智夏（白石杏）                                   | 「SPRINKLE」                                      | ゲーム『はるのあしおと』関連曲                                |
| 2006年12月13日 | D.C.II Character Song Album                                  | 月島小恋（立花あや）、雪村杏（遠野そよぎ）、花咲茜（まきいづみ）                                                       | 「青春☆グラフィティ」                             | PCゲーム『D.C.II 〜ダ・カーポII〜』関連曲                     |
| 2007年         | 私は私のまま、誰にでも変われる キャラクターCD Vol.3 桃山まり | 桃山まり（まきいづみ）                                                                                                 | 「まりっちんぐ☆バスガイド」                       | PCゲーム『私は私のまま、誰にでも変われる』関連曲              |
| 2007年12月21日 | 「恋姫†無双」覇王プロジェクト〜ハオプロ〜 呉軍合唱の陣       | 孫権（風音）、孫尚香（北都南）、甘寧（一色ヒカル）、陸遜（まきいづみ）、周瑜（かわしまりの）、小喬＆大喬（大小つづら） | 「ロッキン☆ニーハオ」                             | PCゲーム『恋姫†無双 〜ドキッ☆乙女だらけの三国志演義〜』関連曲 |
| 2008年         | ピリオド キャラクターソングCD Vol.8 沢渡琴                   | 沢渡琴（まきいづみ）                                                                                                   | 「キミの味方」                                    | PCゲーム『ピリオド』関連曲                                    |
| 2008年5月28日  | さくらさくら 桜菜々子・桐島さくらキャラクターディスク        | 桜菜々子（まきいづみ）                                                                                                 | 「一番星」                                        | PCゲーム『さくらさくら』関連曲                                |
| 2012年3月23日  | お・や・す・み♥ LOVELY×CATION                                | 月岡三朝（まきいづみ）                                                                                                 | 「Love'n Love'n♪」                                | PCゲーム『LOVELY×CATION』関連曲                               |
| 2019年12月20日 | 「シャイニー・シスターズ」豪華版特典                         | シャイニー・シスターズ                                                                                                 | 「Shinin' Stars!!」                               | PCゲーム『シャイニー・シスターズ』主題歌                      |

## その他
- 通販ショップ『ぷらてぃあ』：ティアラ社長のシステムボイス(商品購入ポイント特典)
- コラム『もっと お・し・え・て♪美しょゲーわぁるど♪』（BugBug）
- コラム『いづみおねーちゃんの しあわせ体験れぽ』（BugBug）